# Branko Čegec
Branko Čegec, rođen 22. lipnja 1957. u Kraljevu Vrhu, Vrbovec. Diplomirao jugoslavenske jezike i književnosti i komparativnu književnost na Filozofskom fakultetu u Zagrebu.
Uređivao književnost u omladinskim novinama i časopisima Polet i Pitanja. Od 1985. do konca 1989. glavni urednik časopisa Quorum. Od 1989. do konca 1990. glavni i odgovorni urednik lista za kulturu Oko. Nakon toga do 1993. urednik u izdavačkoj kući Mladost.
Godine 1992. pokrenuo vlastitu nakladničku kuću Meandar, koja djeluje od ljeta 1993. U njoj radi kao direktor i glavni urednik do 2000, nakon toga kao glavni urednik.
Godine 2005. pokreće kuću Meandarmedia kao drugu fazu projekta Meandar. Do danas je njezin direktor i glavni urednik.
Godine 1999. izabran je za predsjednika Odbora Goranova proljeća, najveće hrvatske pjesničke manifestacije, na čijem čelu ostaje do jeseni 2007.
Od 2000. do 2002. pomoćnik ministra kulture.
Godine 2003. pokreće Centar za knjigu i časopis za knjigu Tema, pri kojima djeluje kao ravnatelj, odnosno glavni urednik.
Nagradu Goran za mlade pjesnike dobio je 1980, što je rezultiralo objavljivanjem prve knjige Eros-Europa-Arafat. Godine 1983. dobio je nagradu Sedam sekretara SKOJ-a za knjigu eseja Presvlačenje avangarde.
Za ukupan prinos suvremenom hrvatskom pjesništvu na Kvirinovim susretima u Sisku 2008. dodijeljena mu je Plaketa Sv. Kvirina.
Za ukupan prinos suvremenoj književnosti dodijeljena mu je 2007. Nagrada Kočićevo pero Zadužbine Petar Kočić iz Banje Luke.
Za knjigu pjesama Pun mjesec u Istanbulu dobio je nagradu Kiklop za najbolju knjigu poezije 2012.
Goranov vijenac za ukupan prinos suvremenoj hrvatskoj poeziji dodijeljen mu je na Goranovu proljeću 2013.
Pjesme su mu uvrštene u tridesetak antologija, izbora i pregleda u zemlji i inozemstvu. Autor je ili suautor više izbora i pregleda hrvatske književnosti (poezije i proze) u zemlji i inozemstvu.
Sudjelovao na domaćim i internacionalnim festivalima poezije, između ostalog na Struškim večerima poezije, Sarajevskim danima poezije, Vilenici, Translokal (Graz), Marche de la poesie (Pariz, Bordeaux, Marseille), Poesie nuit (Lyon), SiDaJa (Trst), Ars Poetica (Bratislava), Eskisehir International Poetry Festival (Eskisehir), kao i na čitanjima u Austriji, Mađarskoj, Poljskoj, Bosni i Hercegovini, Sloveniji, Francuskoj i Njemačkoj. Godine 2009. bio je sudionik projekta Poesie der Nachbarn/Poezija susjeda u Edenkobenu i Mainzu, a kao rezultat pjesničke prevodilačke radionice objavljena je antologija Konzert für das Eis, u koju su uvrštene njegove pjesme (po jednoj je i cijela antologija dobila naslov), zajedno s još pet suvremenih hrvatskih pjesnika.
Više na www.brankocegec.com

#### Poezija
Eros-Europa-Arafat, Goranovo proljeće – SKUD Ivan Goran Kovačić, Zagreb 1980.
Zapadno–istočni spol, August Cesarec, Zagreb 1983.
Melankolični ljetopis, Izdavački centar Rijeka, Rijeka 1988.
Ekrani praznine, Naklada MD, Zagreb 11992, 22001. (prošireno izdanje)
Nitko ne govori hrvatski / Personne ne parle croate (s M. Mićanovićem i I. Prtenjačom), Meandar, Zagreb 12002, 22002.
Sintaksa mesečine, izbor iz poezije, Študentska založba – Beletrina, Ljubljana 2004.
Tamno mjesto, Meandar, Zagreb 2005.
Nurkanje na zdiv / Ronjenje na dah / Breath-Hold Diving, izbor poezije, Blesok, Skopje 2010.
Zapisi iz pustog jezika, Meandarmedia, Zagreb 2011.
Shopping terapia, izbor iz poezije, Vlna, Bratislava 2012.
Pun mjesec u Istanbulu, Meandarmedia, Zagreb 2012.
Lune pleine à Istanbul, L’Ollave, Rustrel / Apt 2012.
Unatrag, izbor iz poezije, Meandarmedia, Zagreb 2014.

#### Proza
Tri krokodila (sa S. Karuzom i M. Mićanovićem), Meandarmedia, Zagreb 2005.

#### Eseji, kritike
Presvlačenje avangarde, Centar društvenih djelatnosti SSOH, Zagreb 1983.
Fantom slobode, Naklada MD, Zagreb 1994.
Pokret otpora. Život knjige i druge vjetrenjače, Meandarmedia, Zagreb 2011.

#### Antologije
Strast razlike, tamni zvuk praznine (s M. Mićanovićem), panorama hrvatskoga pjesništva osamdesetih i devedesetih godina, “Quorum”, Zagreb 1995.
Poza za proznu situaciju, u: Widzieć Chorwację, Wydawnictwo Naukowe UAM, Poznañ 2005.

#### Poezija uvrštena u antologije
Ars poetica 2012, Bratislava 2012.
Autobiografski Zagreb (ur. Vinko Brešić), “Zrcalo”, 2, Zagreb 1994.
Den Erdrand Erleuchtet Begierde, Berliner Anthologie. Verlag Vorwerk 8, Berlin 2010.
Miloš Đurđević: Rušenje orfičkog hrama. Antologija novije hrvatske poezije. VBZ, Zagreb 2006.
Ex Évkönyv 1990, Forum Könyvkiadó, Ujvidék 1990.
Fabula Rasa, Die Horen 229, Bremerhaven 2008.
Iz veka u vek. Hrvatska poezija, Pranat, Moskva 2007.
Ervin Jahić: If We Crash into a Cloud, It Won’t Hurt – Croatian Poetry 1989–2009, “Poezija”, 1-2, Zagreb 2009.
Ervin Jahić: U nebo i u niks. Antologija hrvatskog pjesništva 1989–2009. Ratkovićeve večeri poezije, Bijelo Polje 2009.
Manfred Jähnichen (hrsg.): Das Schlangenhemd des Windes, Gollenstein Verlag – Erasmus Verlag, Blieskastel – Zagreb 2000.
Konzert für das Eis, Wunderhorn, Heidelberg 2010.
Marina Lipovac Gatti: Antologia della poesia Croata contemporanea, Hefti, Milano 1999.
Tonko Maroević: Uskličnici – četvrt stoljeća hrvatskog pjesništva 1971–1995., Hrvatska sveučilišna naklada, Zagreb 1996.
Tonko Maroević: Exclamations, “Most” / “The Bridge”, Zagreb 2001.
Tonko Maroević: Points d’exclamation, Caractères, Paris 2003.
Strast razlike, tamni zvuk praznine. Hrvatsko pjesništvo osamdesetih i devedesetih (Miroslav Mićanović / Branko Čegec). “Quorum”, 5-6, Zagreb 1995.
Miroslav Mićanović: Utjeha kaosa. Antologija suvremenoga hrvatskog pjesništva. Zagrebačka slavistička škola, Zagreb 2006.
Miroslav Mićanović: Anthology of contemporary croatian poetry 1995–2005, “Relations”, Zagreb 2007.
Miroslav Mićanović: A káosz vigasza. Kortárs horvát költok antológiája, Jelenkor Kiadó, Pécs 2009.
Stijepo Mijović Kočan: Skupljena baština. Suvremeno hrvatsko pjesništvo 1940–1990., Školske novine, Zagreb 1993.
Zvonimir Mrkonjić / Hrvoje Pejaković / Andrijana Škunca: Naša ljubavnica tlapnja. Antologija hrvatskih pjesama u prozi. Hrvatska sveučilišna naklada, Zagreb 1992.
Zvonimir Mrkonjić: Međaši. Hrvatsko pjesništvo dvadesetog stoljeća. Profil, Zagreb 2004.
New European Poets, Graywolf Press, Saint Paul, Minnesota, USA 2008.
Fenyvesi Ottó: Tele van a memória, Müvészetek Háza, Veszprém 2012.
Hrvoje Pejaković / Miroslav Mićanović: Une generation de poetes Croates, ”Most” / ”The Bridge”, 9-10, Zagreb 1995.
Hrvoje Pejaković: Antologija suvremene hrvatske poezije, “Most” / “The Bridge”, Zagreb, 1997.
Goran Rem: Koreografija teksta, Meandar, Zagreb 2003.
Goran Rem: Pogo i tekst, Meandarmedia, Zagreb 2011.
Som ett förbluffat vittne i ett land, medan det ännu fanns, Tretton samtida ex-jugoslaviska poeter. Ariel. Tidskrift för litteratur, 4-5, Malmö 2004.
Ante Stamać: Antologija hrvatskog pjesništva od davnina pa do naših dana, Školska knjiga, Zagreb 2007.
Davor Šalat: Cartographers of Dreams, “Most” / “The Bridge”, 3, Zagreb 2012.
Damir Šodan: Drugom stranom. Antologija suvremene hrvatske “stvarnosne” poezije. Naklada Ljevak, Zagreb 2010.
Nikica Krajina, Željko Buklijaš: Antologija Jutra poezije, Udruga Jutro poezije, Zagreb 2010.
Drago Štambuk / Neven Jurica: Quadrispatium hrvatskoga pjesništva, “Dubrovnik”, 5-6, Dubrovnik 1982.
Voix Vives, de méditerranée en méditerranée, Anthologie Sète 2012, Éditions Bruno Doucey, Sète 2012.

#### Kritika o poeziji (izbor)
Krešimir Bagić: Kako doći do zraka, u: Ekrani praznine, Naklada MD, Zagreb 2001.
Branimir Bošnjak: Branko Čegec – Kocka je bačena, u: Hrvatsko pjesništvo / pjesnici 20. stoljeća, Altagama, Zagreb 2010.
Bernarda Katušić: Slast kratkih spojeva: hrvatsko pjesništvo na razmeđi modernizma i postmodernizma, Meandar, Zagreb 2000.
Josip Krajač: Lagahne Čegecove eksplikacije erotike, Književna republika, 7-9, Zagreb 2009.
Zvonko Maković: Melankolični ljetopis Branka Čegeca, pogovor u knjizi Melankolični ljetopis, ICR, Rijeka 1988.
Branko Maleš: Branko Čegec. Početna vizualno-grafička kao i semantičko-vizualistička konkretizacija, kasnija postmodernistička melankolija te erotizirani sakupljački neoegzistencijalizam klape sada, u: Poetske strategije kraja 20. stoljeća, Lunapark, Zagreb 2009.
Vanda Mikšić: Poetički učinci u pjesmi Branka Čegeca Boja bure, zanos kose, u: Interpretacija i prijevod, Meandarmedia 2011.
Vanda Mikšić: Couleur de la bora, exaltation des cheveux: analyse linguistique d’un poème de Branko Čegec, u: Aspects linguistiques du texte poétique, L’Harmattan, Paris 2011.
Cvjetko Milanja: Glavni predstavnici različitih poetika, u: Hrvatsko pjesništvo od 1950. do 2000., IV. dio, knjiga 2, Altagama, Zagreb 2012.
Sanja Orešić: Filmovi Čegecove pjesme ITD., u: Nasza œrodkowoeuropejska ars combinatoria,Wydawnictwo Naukowe UAM, Poznañ 2007.
Krystyna Pieniazek-Marković: Čegecovo ogledanje s osobnošću. Prilog razmišljanjima o situaciji postmoderna subjekta, u: G. Rem (ur.) Modernitet druge polovice 20. stoljeća, Postmodernitet. III.Slamnigovi dani, Osijek 2006.
Krystyna Pieniazek-Marković: Branka Čegeca zmagania z osobnoœci¹. Przyczynek do rozwazañ nad sytuacj¹ postmodernistycznego podmiotu, u: G. Rem (ur.) Modernitet druge polovice 20. stoljeća, Postmodernitet. III. Slamnigovi dani, Osijek 2006.
Krystyna Pieniazek-Marković: Razkosze tekstu i razkosze ciała, u: Ja-człowiek i œwiat w najnowszej poezji chorwackiej (1990–2010), Wydawnictwo Naukowe UAM, Poznañ 2011.
Krystyna Pieniazek-Marković: Put u vlastitu odsutnost. Ironična autoreferencijalnost u poeziji Branka Čegeca, “Quorum”, 3-4, Zagreb 2011.
Goran Rem: Koreografija teksta I, Meandar, Zagreb 2003.
Goran Rem: Svijest o pismu, medijalnost i tijelo, Riječi, 4, Sisak 2008.
Goran Rem: Melankolični ljetopis hrvatskog pjesništva, Zarez, 144, Zagreb, 2004.
Tvrtko Vuković: Svi kvorumaši znaju da nisu kvorumaši, Disput, Zagreb 2005.

#### Nagrade
Nagrada Goran za mlade pjesnike: Eros-Europa-Arafat, Goranovo proljeće – SKUD Ivan Goran Kovačić, Zagreb 1980.
Nagrada Sedam sekretara SKOJ-a: Presvlačenje avangarde, CDD SSOH, Zagreb 1983.
Nagrada Kočićevo pero 2007: Tamno mjesto, poezija, Meandar, Zagreb 2005.
Plaketa Sv. Kvirina za ukupan prinos suvremenom pjesništvu, Sisak 2008.
Nagrada Kiklop za najbolju knjigu poezije u 2012: Pun mjesec u Istanbulu, Meandarmedia, Zagreb 2012.
Nagrada Julije Benešić za najbolju knjigu kritike Pokret otpora, Meandarmedia, Zagreb 2012.
Goranov vijenac za ukupan prinos hrvatskom pjesništvu na Goranovu proljeću 2013.